# Ommata aureicollis
Ommata aureicollis là một loài bọ cánh cứng trong họ Cerambycidae.